# Agustín Castellote
Agustín Castellote Granados (Madrid, 28 de mayo de 1959) es un periodista radiofónico español especializado en deportes. Desvinculado de la radio desde 2011, en marzo de 2012 empezó a colaborar con el canal de noticias eldiariofénix.com. 
A lo largo de su trayectoria profesional ha pertenecido a diversos medios de comunicación. 
Pertenece al jurado del Premio Príncipe de Asturias de los Deportes, y en 1994 recibió el premio Antena de Oro en la categoría de radio.

## Biografía
Era el director deportivo de la cadena COPE antes de la llegada del equipo de José María García a esa emisora. Después marcha con García a Onda Cero y, tras la retirada de la actividad de éste en 2002, pasa a sustituirlo como jefe de deportes en esta última. Durante esta etapa recibió, en 1993, la Antena de Oro en la categoría de radio. Después estuvo vinculado en el medio audiovisual a la plataforma Vía Digital, para pasar posteriormente a Radio Intereconomía.
En 2005 se incorporó a Radio Marca como director adjunto, además de ser el presentador del programa nocturno PlusMarca en esta radio y su homónimo en Veo TV, en TDT. En 2008 llegó, junto con Ángel González Ucelay, con quien ya había coincidido durante su etapa en la COPE y Onda Cero, a Punto Radio, como director de deportes de la cadena. En 2009, formó parte del jurado del Premio Príncipe de Asturias de los Deportes, que le fue concedido a la pertiguista rusa Yelena Isinbáyeva.
Además de la dirección deportiva, Castellote dirigía y presentaba el programa El mirador, el espacio de deportes estrella de la cadena, que combinaba la actualidad informativa con entrevistas, debate y opinión. Dimitió de todos sus cargos y responsabilidades en Punto Radio en julio de 2011, quedando incierto su futuro profesional.

## Eventos cubiertos
- 5 ediciones de los Juegos Olímpicos
- 6 ediciones de la Copa Mundial de Fútbol
- 5 ediciones de la Eurocopa de fútbol
- 3 ediciones del Eurobasket
- 7 ediciones de la Vuelta Ciclista a España[1]